# Guido Mantega
Guido Mantega (Genova, 7 aprile 1949) è un economista e politico italiano naturalizzato brasiliano, Ministro delle finanze del Brasile dal 2006, quando sostituì Antonio Palocci dopo uno scandalo di corruzione.